# Kampar (regentschap)
Kampar is een regentschap in de provincie Riau op het eiland Sumatra, Indonesië. Het regentschap heeft een oppervlakte van 10.983 km² en heeft 559.586 inwoners (2005). De hoofdstad van Kampar is Bangkinang.
Kampar grenst in het noorden aan de stadsgemeente Pekanbaru en het regentschap Siak, in het oosten aan de regentschappen Pelalawan en Siak, in het zuiden aan het regentschap Kuantan Singingi en in het westen aan de regentschappen Rokan Hulu en Limapuluh Kota (provincie West-Sumatra).
Het regentschap is onderverdeeld in 20 kecamatan:
- Bangkinang
- Bangkinang Barat
- Bangkinang Seberang
- Gunung Sahilan
- Kampar
- Kampar Kiri Hilir
- Kampar Kiri Hulu
- Kampar Kiri Tengah
- Kampar Kiri
- Kampar Timur
- Kampar Utara
- Perhentian Raja
- Rumbio Jaya
- Salo
- Siak Hulu
- Tambang
- Tapung Hilir
- Tapung Hulu
- Tapung
- XIII Koto Kampar

Stadsgemeenten: Dumai · Pekanbaru

Regentschappen: Bengkalis · Indragiri Hilir · Indragiri Hulu · Kampar · Kepulauan Meranti · Kuantan Singingi · Pelalawan · Rokan Hilir · Rokan Hulu · Siak